# بياض الثلج

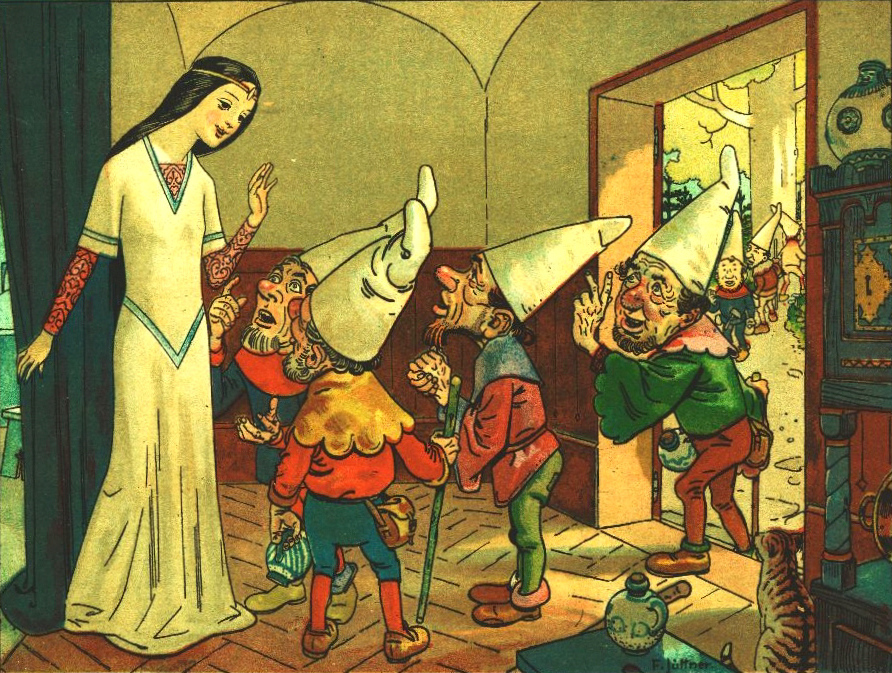
بياض الثلج والأقزام السبعة

بياض الثلج (بالإنجليزية: Snow White)‏ هي شخصية شهيرة ارتبط اسمها باسم قصة أوربية ألمانية الأصل (Schneeweißchen/ Schneewittchen) والتي تعني بياض الثلج بالألماني، وقد سميت ببيضاء الثلج لبياضها القوي الذي يشبه لون الجليد.تحظى القصة التي قام بتجميعها الأخوان غريم بانتشار عالمي حيث أنتجت بناء عليها العديد من الأفلام وقصص الأطفال والرسوم المتحركة والتي كان من أشهرها بيضاء الثلج والأقزام السبعة (سنو وايت) الذي انتجته شركة ديزني في العام 1937.

## أحداث القصة

### الملكة الشريرة تحسد بياض الثلج الجميلة

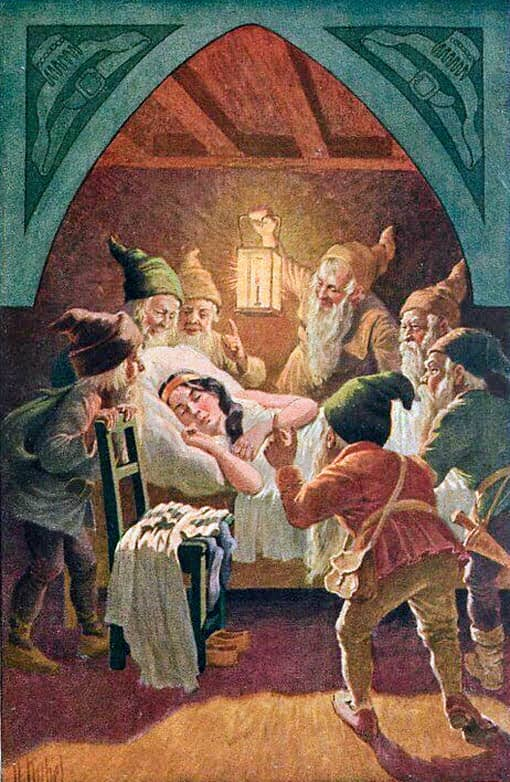
بياض الثلج والأقزام السبعة

في أحد أيام الشتاء، جلست الملكة على شرفة ذات إطار خشبي أسود اللون تحيك، وعن طريق الخطأ وخزت اصبعها بإبرة الخياطة فنزفت ثلاث قطرات من الدماء التي تمركزت فوق الثلج ناصع البياض، عندما رأت الملكة منظر الدم الأحمر القاني على الثلج الأبيض الناصع قرب إطار النافذة الأسود الحالك، دعت الله أن يرزقها طفلة بيضاء كالثلج بشفاه حمراء كالدم وشعر اسود كخشب الأبنوس. تحققت رغبة الملكة لكن للأسف توفيت أثناء الولادة وسرعان ما تزوج الملك من أخرى مغرورة إذ كانت الأجمل في البلاد، وكانت كل يوم تكلم مرآتها السحرية لتتأكد أن ما من أمرآة أخرى تضاهي جمالها، إلى أن وفي أحد الأيام، وبعدما كبرت بياض الثلج الصغيرة لتصبح فتاة حسناء بالغة الجمال، وقفت الملكة أمام المرآة سائلة إياها:»Spieglein, Spieglein an der Wand, wer ist die Schönste im ganzen Land« „مرآتي، مرآتي التي على الجدار، من هي أجمل أمرآة في كل البلاد“. لتجيب المرآة بأن بياض الثلج هي الأجمل في البلاد، شعرت الملكة بغيرة شديدة من جمال بياض الثلج، لذلك أمرت صيادًا بأخذ بياض الثلج إلى الغابة وقتلها. للتأكد من موت بياض الثلج، طلبت الملكة من الصياد العودة برئتي بياض الثلج وكبده كدليل. أخذ الصياد سنو وايت إلى الغابة، لكنه اكتشف أنه لا يستطيع قتل الفتاة، أطلق الصياد بياض الثلج، واصطاد خنزيرا بريا، وأخذ رئتي وكبد الخنزير البري لتحديد موعد مع الملكة.
في الغابة، عثرت بياض الثلج على مزرعة صغيرة، كانت هذه المزرعة ملكًا للأقزام السبعة، عاشت في هذه المزرعة. في هذا الوقت، سألت الملكة المرآة السحرية مرة أخرى: «المرآة السحرية، من هي أجمل امرأة في العالم؟» أجابت المرآة السحرية: «بياض الثلج». لذا تنكرت الملكة في زي امرأة فلاحة وذهبت لزيارة بياض الثلج في الغابة. أعطها تفاحة مسمومة (في بعض الإصدارات، في البداية، تظاهرت الملكة بأنها امرأة تبيع شرائط ثم تبيع الأمشاط لقتل بياض الثلج، لكن كلاهما انتهى بالفشل). عندما قامت بياض الثلج بقضم التفاحة، فقدت الوعي على الفور. عندما وجدها الأقزام السبعة، لم يتمكنوا إلا من وضعها في نعش زجاجي.
مر الوقت، مر أمير بلد بهذه الغابة ووجد بياض الثلج ملقاة في تابوت زجاجي. انجذب الأمير إلى جمال بياض الثلج ووقع في حبها. طلب من الأقزام أن يأخذوا التابوت الزجاجي. عندما كان الأمير وحاشيته يحملونه، تعثر شخص ما عن طريق الخطأ. تسبب الاهتزاز في بصق التفاحة السامة من فم بياض الثلج، واستيقظت بياض الثلج أيضًا. عبر الأمير عن حبه لـ بياض الثلج (Snow White)، وقرر الزواج وتحديد موعد للزواج.
تعتقد الملكة العبثية والضالة أن بياض الثلج قد ماتت. سألت مرة أخرى المرآة السحرية 《Magic Mirror》من هي أجمل امرأة في العالم. ولكن إجابة المرآة السحرية جعلتها غاضبة للغاية: «أنت أجمل شخص هنا؛ ولكن الشخص الأجمل على وشك أن تكون الملكة الجديدة.» في هذا الوقت، جاءت دعوة الأمير إلى مأدبة الزفاف. وقالت لم أكن أعرف أن الملكة الجديدة كانت الملكة بياض الثلج التي تمت دعوتها إلى المأدبة ووجدت أن ربيبتها ما زالت على قيد الحياة. حاولت الملكة، خائفة وغاضبة، إثارة الفوضى في مأدبة الزفاف، لكن الأمير أمرها بارتداء حذاء أحمر من الحديد والرقص حتى الموت حتى يمضي الزفاف بسلاسة.

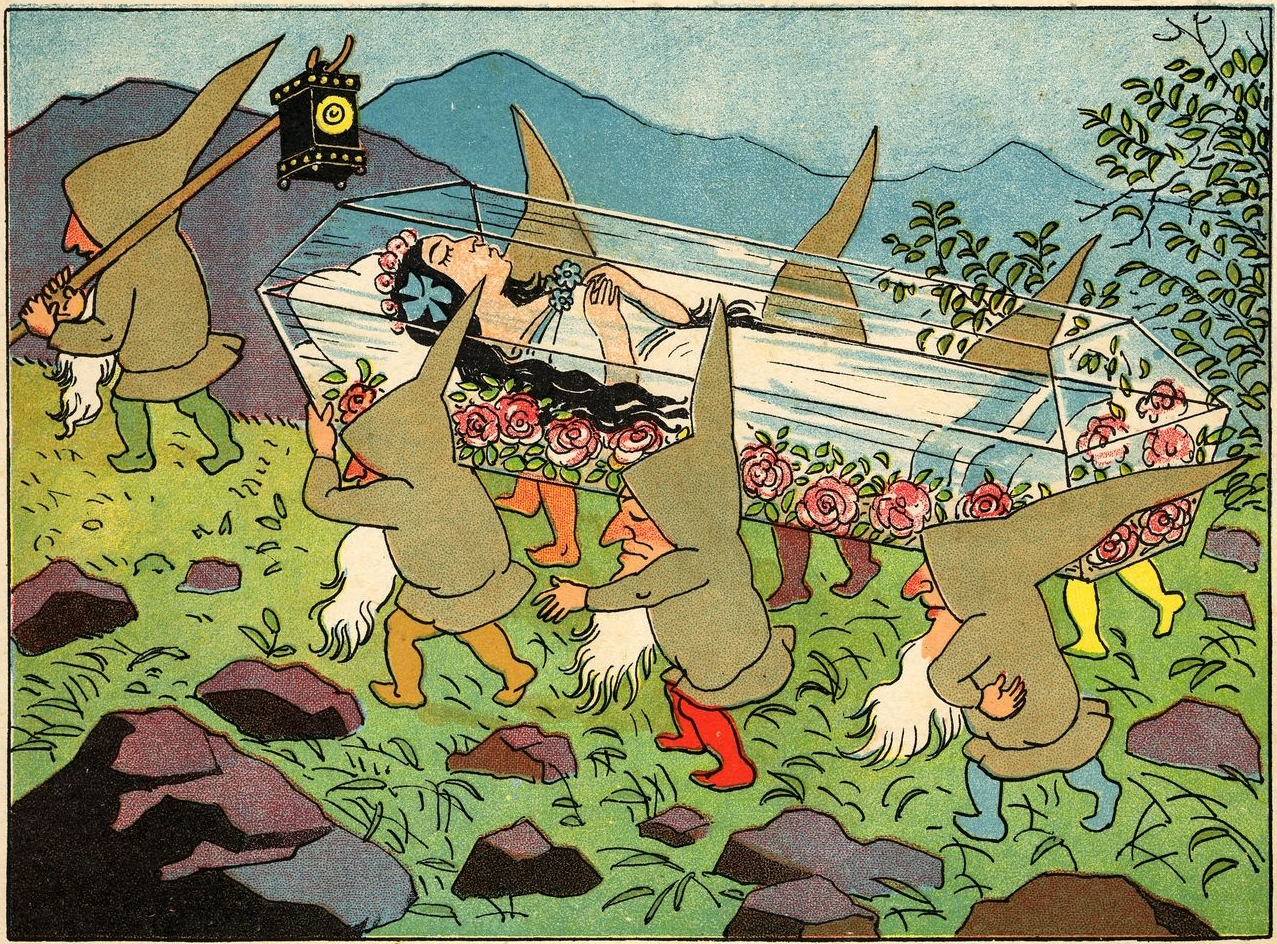
بياض الثلج بالتابوت الزجاجي

### بياض الثلج والأقزام السبعة
أثناء هرب بياض الثلج إلى الغابة، وجدت بيتا صغيرا فاتجهت نحوه ودخلت إليه، فرأت مائدة صغيرة بجانبها سبعة كراس، تناولت الصغيرة بعض الطعام ثم شعرت بالتعب فنامت بأحد الأسرة في الطابق العلوي. عاد أصحاب المنزل في المساء ليتضح أنهم سبعة أقزام يعملون في منجم، يندهش الأقزام حين يلحظون أن احدا قد مسّ أغراضهم، وعندما يرون بياض الثلج نائمة يسحرهم جمالها. في الصباح تروي لهم قصتها فيسمحون لها بالبقاء معهم على أن تقوم بالأعمال المنزلية، مؤكدين عليها أن لا تفتح الباب للغرباء، خوفا من الملكة.

### الملكة تسمم بياض الثلج
بعد أن عاودت الملكة سؤال مرآتها من أجمل امرآة في البلاد، اكتشفت أن الصياد قد خدعها وأن بياض الثلج ما تزال على قيد الحياة وتعيش خلف الجبال السبعة في منزل الأقزام السبعة، فعقدت عزمها على تسميم الفتاة وتنكرت الملكة على هيئة تاجرة تعطي بياض الثلج اشياء مسحورة مُحاولة قتلها: الأول كان أشرطة مسحورة إلتفت حول الفتاة خانقة إياها، الثاني كان مشط شعر وأخيرا تفاحة مسمومة. نجحت الملكة في خداع بياض الثلج في المرات الثلاث جميعها، في أول وثاني مرة تمكن الأقزام من إنقاذ الفتاة عن طريق ازالة الاشرطة والمشط، اما في المرة الثالثة، وحيث ان الاقزام لم يعرفوا ماذا حدث لبياض الثلج وماذا استخدمت الملكة لتسحرها، ظنوا انها قد ماتت، ولأن بياض الثلج كانت جميلة جدا، وضع الاقزام جثمانها في تابوت زجاجي ووضعوه على الجبل، حزنت جميع حيوانات الغابة على بياض الثلج وبقي الاقزام دائما يحرسون التابوت الذي رقدت فيه.

### نجاة بياض الثلج وموت الملكة الشريرة
بقيت بياض الثلج نائمة لفترة طويلة من الزمن، إلا انها ظلت جميلة كما كانت، وفي أحد الأيام مر أمير من الجبل الذي وضع عليه تابوت بياض الثلج وسحر بجمالها وطلب من الاقزام ان يعطوه تابوتها ليحتفظ هو به، بقلب مثقل بالحزن وافق الاقزام وبالفعل أخذ الأمير التابوت. اثناء النقل وبينما كان أحد الخدم الذين يحملون تابوت بياض الثلج ماشيا، تعثر مسقطا التابوت، ما ادى إلى خروج قطعة التفاح العالقة في حلق بياض الثلج واستيقاظها. عرض الأمير على بياض الثلج الزواج وأقام حفلا ضخما حضرته الملكة الشريرة مليئة بالفضول، حيث كانت مرآتها قد أخبرتها أن تلك العروس هي الأجمل في البلاد، بعد أن اكتشفت أنها كانت بياض الثلج، وتم معاقبتها على افعالها بارتداء حذاء معدني ملتهب مسحور يرغمها على الرقص إلى ان تنهار ميتة.

## آفاق التفسير والرموز
تعتبر بياض الثلج أيقونة ورمزا ثقافيًا، وترتبط بالقصة الأسطورية العديد من المعارف المختلفة، حيث يمكن العثور على جوانب من علم النفس، علم الاجتماع، التاريخ، اللاهوت المسيحي، الأساطير اليونانية وعلم الكونيات والرمزيات. في هذا التركيز المكثف للكثير من الأشكال الثقافية، وجد العديد من الرسامين، النحاتين، الادباء وصولا إلى الموسيقين في بياض الثلج مصدرا للإلهام.
إحدى أهم هذه الرموز والمواضيع الخاصة بقصة بياض الثلج هي التفاحة المسمومة، الرقم سبعة، الأقزام، المرآة، الألوان : الأحمر، الأسود والأبيض، الشريط والمشط، الدم واخيرا الشتاء. كما يمكن أيضا العثور على فكرة النوم الشبيه بالموت التي ذكرت أيضا في إحدى قصص الأخوين غريم والتي هي“ الجميلة النائمة„ “Dornröschen„.

### الرقم سبعة

مجسم لقصة بياض الثلج والاقزام السبعة او المسماة فلة ايضا في العين مول

ورد ذكر الرقم سبعة في القصة مرتين، إذ ان عدد الاقزام كان سبعة، والجبال كانت سبعة. لقد استخدم الأخوان غريم الرقم سبعة في العديد من قصصهم الأخرى: الغربان السبعة، الذئب وصغار الماعز السبعة. اختلف النقاد و المحللون الأدبيون حول المعنى الذي قصده الكاتبان باستخدامهم الرقم سبعة، حيث يمكن ان يرمز إلى أيام الاسبوع،  أو إلى رمز يصور عناصر علم الفلك القديم (الشمس، القمر، الارض، المريخ، عطارد، المشتري، الزهرة و زحل). يمكن ان يرمز الرقم سبعة أيضا إلى تزامن الاجرام السماوية السبعة وأيام الأسبوع. وهكذ تشكل بياض الثلج والأقزام السبعة رموزا تصويرية للأرض مصحوبة بالأجرام السماوية السبعة التي تعطي أيام الأسبوع.

### قطرات الدم الثلاث
نقطة البداية التي عبّرت عن جمال بياض الثلج المميز كانت قطرات الدم الثلاث، الثلج والخشب الأسود (الأبنوس). ولقد اختار الأخوان غريم الرقم ثلاث تحديدا رغم وجود العديد من الخيارات الأخرى التي كان بالإمكان استخدامها، فلماذا؟ يرى بعض النقاد ان في ذلك ربط بين قصة بياض الثلج وقصة فتاة الإوز، والتي قام أيضا بجمعها الاخوين غريم:«ثلاث قطرات من الدماء بجانب الحصان هي العهود الوحيدة للحياة واحترام الاميرة». في قصة Sweetheart Roland أيضا عملت ثلاث قطرات من الدم على ابعاد ودرأ ابنة الساحرة. في بياض الثلج ارتبطت قطرات الدم الثلاث في بداية القصة، مع زيارات الساحرة والثلاث هدايا المميتة التي قدمتها لبياض الثلج والتي تعبر عن سمات كوكب الزهرة.

## المرجع التاريخي للقصة
ترى العديد من المدن والولايات الألمانية اصلا تاريخيا ملموسا للقصة مع مناطقها.
في عام 1986، ربط المؤرخ Lohr Dr. Karlheinz Bartels بشكل مقنع العديد من النماذج الأولية الواقعية والحكاية الخيالية «بياض الثلج» مع Lohr والمنطقة المحيطة بها.
يُقال إن النموذج الأولي التاريخي لبياض الثلج هو ماريا صوفيا مارغريتا كاثرينا فون إرثال، ولدت في لوهر آم ماين عام 1725، والدها فيليب كريستوفر شغل فيليب كريستوف فون إرثال (فيليب كريستوف فون إرثال) منصب حاكم الناخبين في ماينز في لوهر من 1719 إلى 1748. بسبب قدرته الدبلوماسية، سافر كمبعوث و«وزير خارجية» في ولاية الأسقف. خلال فترة توليه هذا المنصب، سافر بين العديد من العائلات الملكية في جميع أنحاء أوروبا، لذلك يمكن أن تكون سمعة فون إرتال في لور هي نفسها «الملكية».
قلعة Rolle هي مقر هذه العائلة. بعد وفاة والدة ماريا صوفيا البيولوجية عام 1741، تزوج والدها من كلوديا إليزابيث ماريا فون فينينجين في 15 مايو 1743، والتي تم تسميتها كونتيسة الإمبراطورية (Reichsgräfin von Reichenstein) لفون Reichenstein. تثبت البيانات التاريخية أنها متسلطة للغاية، تستغل منصبها استغلًا سيئًا. الغياب المتكرر لوالده يمكن أن يفسر «السلبية غير العادية» لثيودور روف في دور الملك في القصة الخيالية.

### بلدة آلفلد

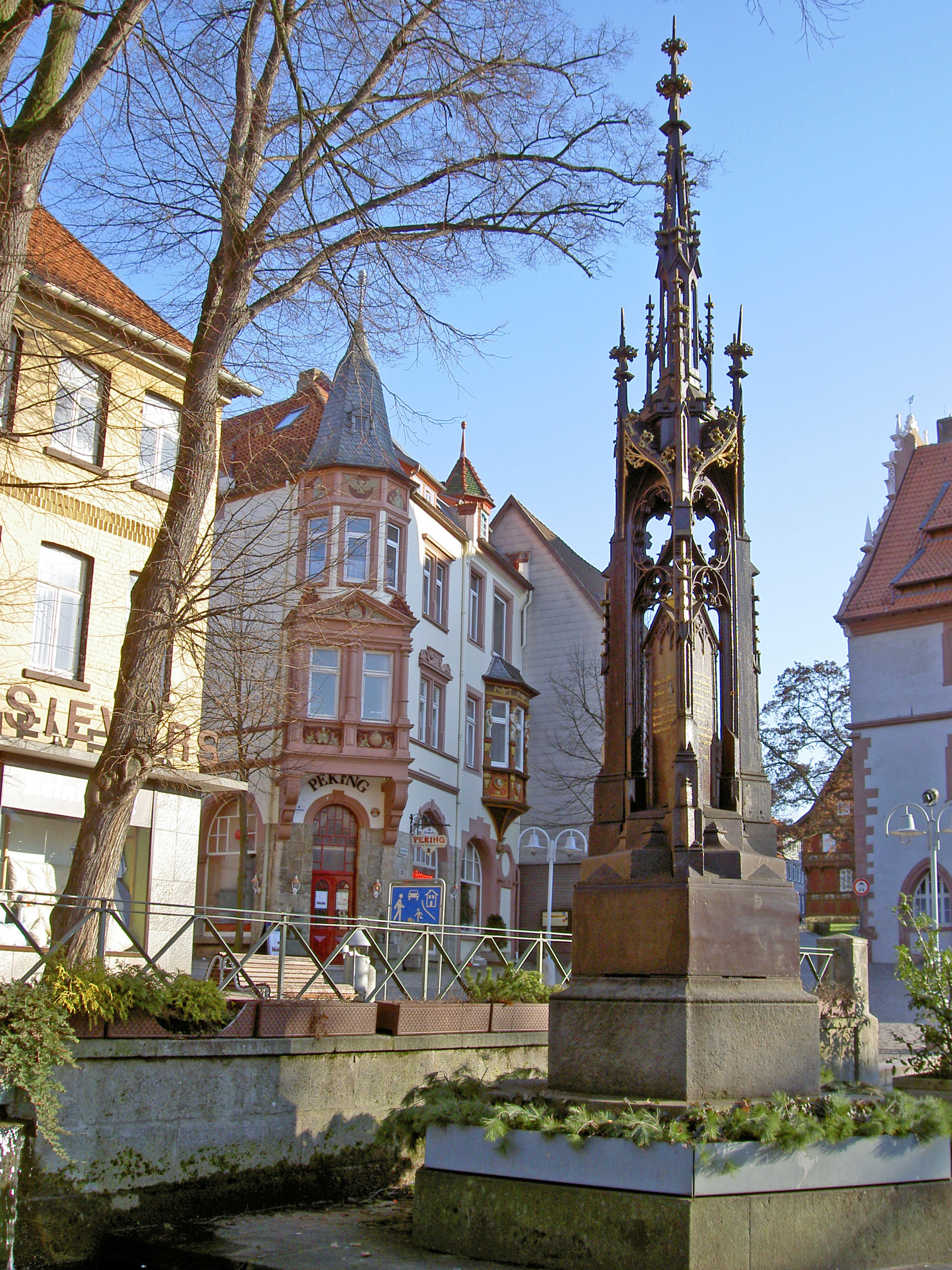
مدينة آلفيلد

لقد تجول الأخوان غريم في العديد من المناطق الألمانية لجمع القصص، واحدى أهم هذه المناطق كانت جنوب ولاية ساكسونيا السفلى. يوجد في تلك المنطقة سلسلة من سبعة تلال والتي تم ربطها مع الجبال السبعة المذكورة في القصة، كما يوجد في الشمال الغربي من تلك التلال مدينة كان بها منجم للفحم ربط بالمنجم الذي عمل به الاقزام. وعلى مقربة من ذلك المكان كان هنالك بلدة (اوستيرفالد) عملت في إنتاج الزجاج والذي يجعل من صناعة تابوت زجاجي في تلك الحقبة امرا ممكنا. وإذا تم مد خط من تلك المدينة فوق الجبال السبعة وبالقرب من آلفلد يمكن العثورعلى انقاض مدينة (ستاوفينبورج) التي يُعتقد انها كانت حيث عاشت الملكة الشريرة. لذلك ربط مواطنو آلفيلد مكان تواجد بياض الثلج بمدينتهم.

### مدينة كاسل
نظرا لتأثر الأخوين غريم براوية الحكايات ماري هاسينبفلوج والتي كانت مدينة كاسل هي مسقط رأسها، تم ربط قصة بياض الثلج بمصير ابنة الكونت مارجريتا فالديك،  والتي عرفت بجمالها الخلاب وأنه كان لديها زوجة أب صارمة، عندما بلغت 16 عاما من العمر، أرسلها والدها، الكونت فيليب فالديك الرابع، إلى البلاط الإمبراطوري في برابانت والتي تعرف الآن ببروكسل. وبهذه الطريقة تزوجت من أمير. سافرت مارغريتا عبر الجبال السبعة. ظهرت الصعوبات في حياة مارجريتا عندما حاول العديد من الشخصيات رفيعة المستوى مثل الكونت إيغمونت ووريث العرش (لاحقًا فيليب الثاني) الحصول عليها. تدهورت صحتها بشكل ملحوظ. في النهاية ماتت في 13 مارس 1554 عن عمر يناهز 21 عامًا. في سجل منزل فالديك يمكنك أن تجد ملاحظة أنها قد ماتت متسممة بالزرنيخ وهو من السموم الأكثر استخدامًا للقتل منذ أواخر العصور القديمة. يقال إن مكان إقامة الأقزام السبعة كان في قرية التعدين بيرغ فريهايت، والتي تسمى الآن قرية سنووايت.

### مدينة لور الواقعة على نهر الماين

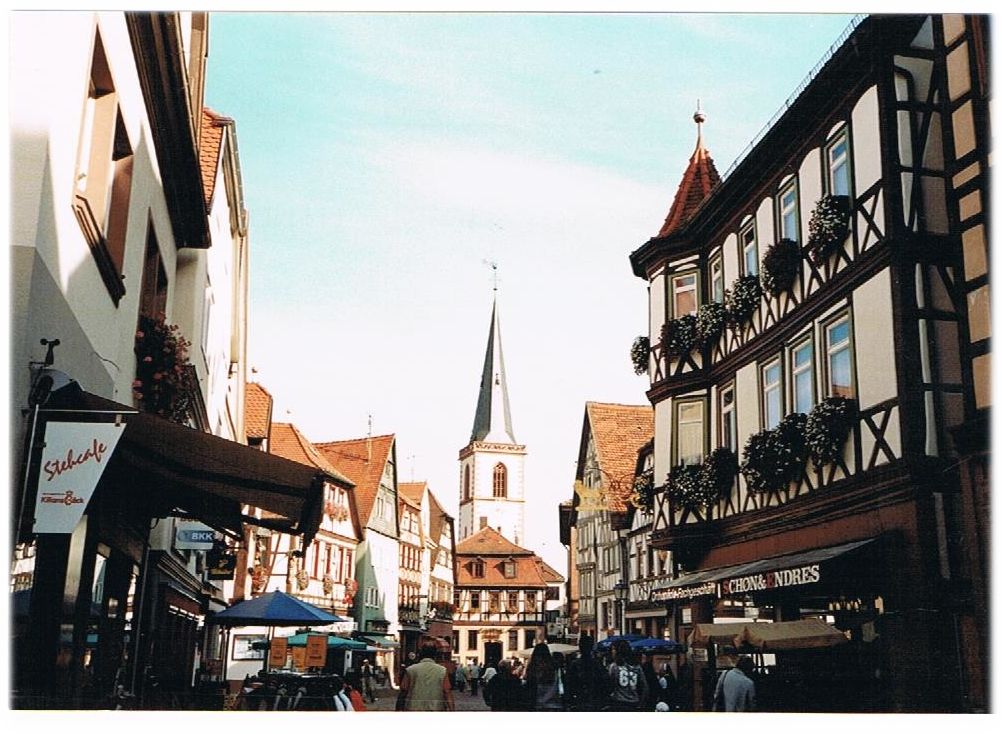
مدينة لور

يربط البعض قصة بياض الثلج مع مدينة لور الألمانية للعديد من الأسباب، وقد تبنت المدية هذه الفكرة في مفهومها السياحي من خلال الإعلان عن المدينة باسم مدينة بياض الثلج. حيث يعتقد أن أصل بياض الثلج هو ماريا صوفيا مارجريتا كاثرينا إرثال،  والتي ولدت في لور عام 1725 وتوفيت قبل وقت قصير من كتابة قصة بياض الثلج، كانت تلك الفتاة ابنة محافظ انتخابي لمدينة ماينز في لور، وكان قد تزوج بعد وفاة ام ماريا البيولوجية من امرأة صارمة كان اسمها كلوديا اليزابيث ماريا، التي استغلت سلطتها لتحقيق مكاسب شخصية لها ولابنائها من زواجها الأول. كما انها كانت تملك مرآة كان قد أهداها إياها زوجها الثاني والد ماريا مكتوب على ركنها العلوي الأيمن „Amour Propre“ أي حب الذات، وهو ما تم ربطه بغرور زوجة الاب في حكاية بياض الثلج.

## مواضيع ذات صلة
- بيضاء الثلج وجنون الحقيقة
- فيلم بيضاء الثلج والأقزام السبعة (1937) لديزني(بالإنجليزية: Snow White and the Seven Dwarfs)‏
- فيلم مرآة مرآة.
- فلة والأقزام السبعة (أنمي).
- مسلسل كان ياما كان.

## روابط خارجية
- كتاب بيضاء الثلج عبد الله حرمي
- قصة أخرى لبيضاء الثلج بالفيديو